# Preußen (1926)
El Preußen fue un barco de pasajeros con su puerto base ubicado en Stettin. Entre 1926 y 1939 sirvió como "motonave exprés" (Seemotorschnellschiff) como parte de los servicios marítimos de Prusia Oriental, operado por la Stettiner Dampfschiffs-Gesellschaft J.F. Braeunlich en la línea Stettin– Pillau – Königsberg (entre Pomerania y Prusia Oriental).

## Historia

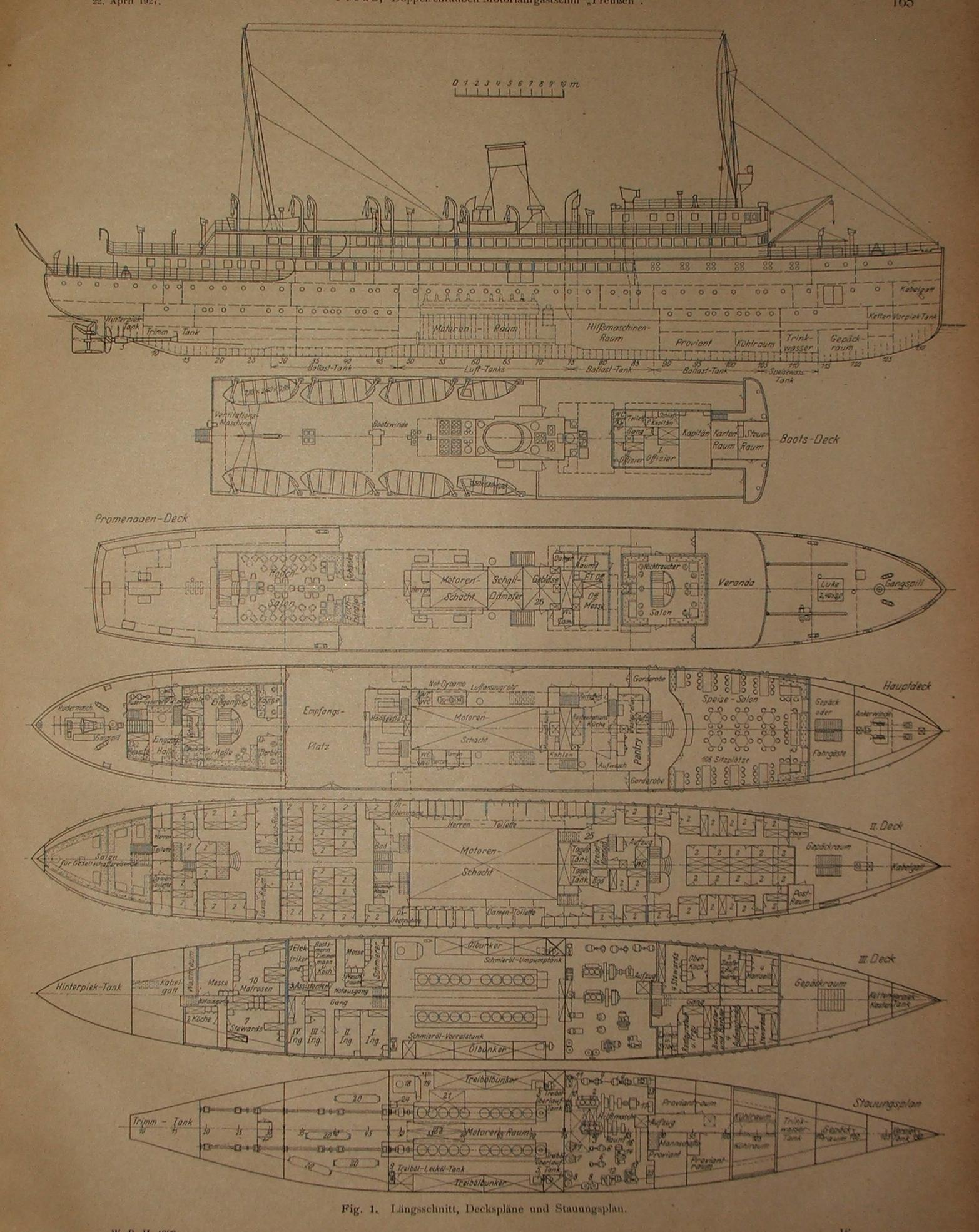
Planos del Preußen

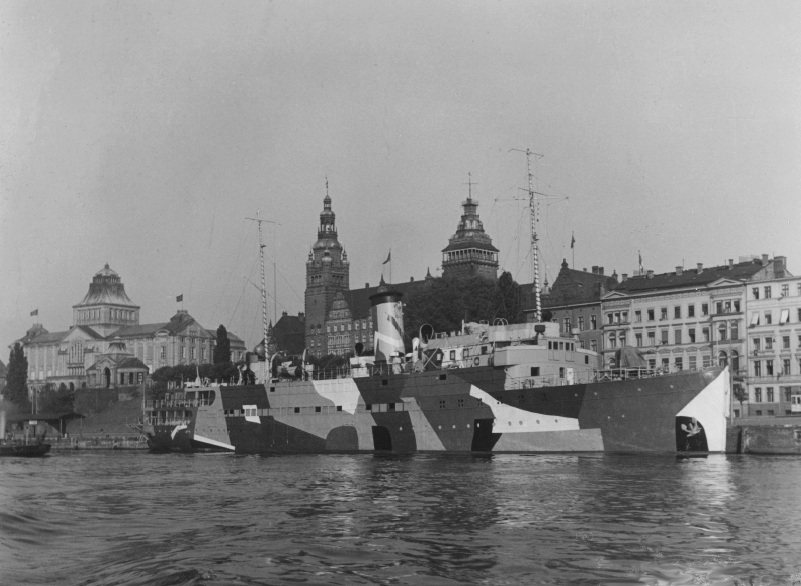
El Preußen durante la Sgeunda Guerra Mundial como minador.

Esta motonave, construida por el astillero Stettiner Oderwerke, fue botada el 17 de marzo de 1926. Se puede considerar un barco hermano del Hansestadt Danzig, botado el mismo día. 
El buque contaba con capacidad para pasajeros en cubierta, y para las travesías nocturnas estaban a disposición 120 camarotes dobles de tercera clase. El barco estaba propulsado por dos motores diésel fabricados por MAN, que producían 3.400 caballos (2.500 kW) a 320 rpm. El Hansestadt Danzig y el Preußen fueron los primeros barcos en utilizar turbocompresores de gases de escape.  En 1934 el barco fue reformado, ampliando su eslora en unos 8 metros.
En septiembre de 1939, el Preußen fue requisado por la Kriegsmarine y convertido en barco minador. Participó entre el 29 y el 30 de abril de 1940 en una operación minera en Skagerrak. Allí colisionó con el torpedero alemán Leopard, que posteriormente se hundiría en la madrugada del 30 de abril.
En julio de 1941, el Preußen participó junto con otros barcos en la colocación de la barrera de minas “Wartburg I–III” en el mar Báltico. El 9 de julio de 1941, el barco se encontró con un campo de minas sueco al este del extremo sur de Öland.  Después de que uno de sus mamparos estancos quedara destruido por el impacto de una mina, en la sala de máquinas auxiliar, la tripulación terminó hundiendo el barco.
Entre 1952 y 1953, se halló su pecio a 21 metros de profundidad. Fue rescatado por la empresa de salvamento sueca Intermarin y desguazado.